# Paravulpavoides
Paravulpavoides is een geslacht van uitgestorven zoogdieren uit de familie Paroxyclaenidae dat tijdens het Eoceen in Europa leefde. De typesoort is Paravulpavoides cooperi.

## Fossiele vondsten
Fossielen van Paravulpavoides zijn gevonden in de Creechbarrow Limestone-formatie in Dorset in Engeland en dateren uit Laat-Eoceen (European land mammal age Robiacan).

## Kenmerken
Vermoedelijk was Paravulpavoides een frugivoor. Het lichaamsgewicht wordt geschat op 1 kilogram.